# Evangelische Kirche Alstaden

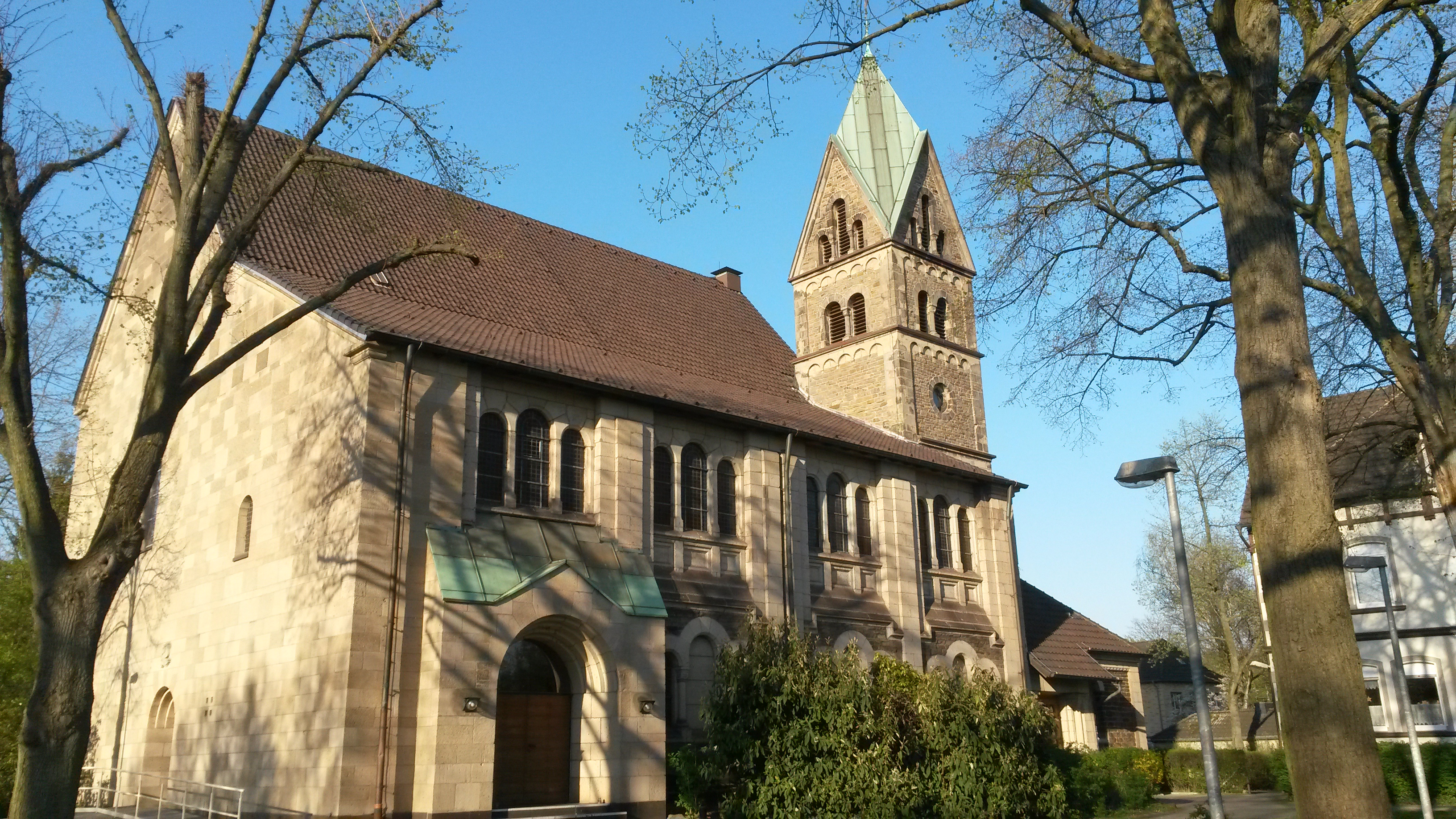
Südwestansicht

Die Evangelische Kirche Alstaden ist eine asymmetrische Emporen-Pseudobasilika aus der Epoche des Historismus in der Ortschaft Alstaden an der Ruhr, heute ein Stadtteil der Ruhrgebietsstadt Oberhausen.
Sie wurde von 1902 bis 1905 im Stil der Neuromanik erbaut und ist (wie mittelalterliche Kirchen) geostet.
Errichtet für die Evangelische Kirchengemeinde Alstaden, ist sie seit dem 1. Juli 2007 eine von drei Gemeindekirchen der neuen Evangelischen Emmaus-Kirchengemeinde Oberhausen, zu der neben ihr noch die Liricher Paulus-Kirchengemeinde und die Buschhausener Luther-Kirchengemeinde gehören.

## Lage
Die Kirche liegt im Grünen umgeben von weiteren Gebäuden der Gemeinde, an der Kreuzung der Hauptstraße Alstadens, der Bebelstraße, mit dem Rehmer, direkt in der Ortsmitte. Ihre Adresse ist Bebelstraße 230.

## Geschichte der Kirchengemeinde
Alstaden gehörte zu den letzten Gebieten im Ruhrgebiet, die christianisiert wurden. Es gab lange Zeit viele kirchliche Besitztümer im Dorf, eine eigene Kirche jedoch mangels Zugehörigkeit zu den umliegenden Klöstern (Stift Essen, Kloster Werden) nie. Die nächstgelegenen Kirchen waren die Petrikirche in Mülheim und für die Bewohner Heiderhöfens jene in Meiderich. Um 1591 setzte sich die Reformation in der Herrschaft Broich durch, zu der auch Alstaden gehörte. Seitdem war Alstaden überwiegend evangelisch.
Die 1841 erbaute evangelische Schule an der Kewerstraße war die erste Schule am Ort, deren erster Lehrer Georg Kellermann wurde. Hier wurden auch Bibelstunden und Gottesdienste von Mülheimer Pfarrern abgehalten. Mit dem durch die Industrialisierung bedingten Bevölkerungswachstum im westlichen Ruhrgebiet wurde 1858 die Kirchengemeinde Oberhausen I (heute Christuskirchengemeinde) gegründet. Ein Teil der Alstadener zählte nun zu dieser neuen Gemeinde, während der Rest bei Mülheim verblieb. 1887 entstand die Kirchengemeinde Styrum, der drei Jahre später 1784 der Alstadener Protestanten angehörten. 1253 Protestanten zählten zur Kirchengemeinde Oberhausen.

### Anfänge
Zunächst bildete das vom „Evangelischen Männer- und Jünglingsverein“ errichtete Evangelische Vereinshaus an der Flügelstraße (heute CVJM Alstaden an der Lahnstraße) das Zentrum des Gemeindelebens, doch schon kurz nach der Errichtung erhoben die Alstadener die Forderung nach der Einrichtung einer eigenen Pfarrstelle. So wurden 1891 ein Kirchbauverein und 1899 der Evangelische Männerverein gegründet.
Ab Frühjahr 1901 organisierten die Alstadener unter Leitung des Hauptlehrers König vierzehntäglich einen Gottesdienst im Saal der Gaststätte Wolsbeck.
Am 1. Dezember 1901 erhielt Alstaden gemäß Verfügung des Königlichen Konsistoriums der Rheinprovinz eine eigene Kirchengemeinde und das Recht eine eigene Pfarrstelle einzurichten.
Am 26. Februar 1902 wurde Friedrich Fohrmann zum ersten Alstadener Pfarrer gewählt, der bis 1910 dieses Amt innehatte. Zu seinen Aufgaben zählten neben Predigt und Kasualien der Unterricht an der evangelischen Volksschule an der Kewerstraße.
Im Dezember 1902 beschloss das Presbyterium den Bau einer Kirche und beauftragte den Düsseldorfer Architekten Moritz Korn, nach dessen Entwurf die Kirche von 1904 bis 1905 erbaut und am 1. Juni eingeweiht wurde. Die Baukosten beliefen sich inklusive Grundstück auf rund 118.000 Mark.

### Zeit des Nationalsozialismus
Während der Zeit des Nationalsozialismus stand bei der Presbyteriumswahl 1933 in Alstaden nur die Liste der Deutschen Christen, der Unterstützer des Nationalsozialismus zur Wahl, die daher alle Presbyteriumsmitglieder stellte. Neuer Kirchmeister wurde Hugo Döll, der Ortsgruppenleiter der NSDAP. Pfarrer Schuster stand hingegen auf der Seite der Bekennenden Kirche. Nach einer gegen die Deutschen Christen gerichteten Predigt Pfarrer Schusters im November 1933, verlas Kirchmeister Döll eine Erklärung, mit der er Schuster „unerbittliche Gegnerschaft“ ankündigte. Daraufhin versuchte der Kreissynodalvorstand, Döll wegen „grober Pflichtwidrigkeit“ zu entlassen, scheiterte jedoch am Widerstand des Evangelischen Konsistoriums.
Im Februar 1934 stellten sich vier Presbyter auf die Seite der Bekennenden Kirche. Die verbliebenen Deutschen Christen, die immer noch die Mehrheit im Presbyterium stellten, beschlossen, dass ab sofort an jedem ersten Sonntag des Monats ein Pfarrer der Deutschen Christen predigen solle. Das Presbyterium veranlasste die Einweisung des Hilfspredigers Friedrich Schmitz nach Alstaden ein, der ebenfalls Deutscher Christ war.
Am Totensonntag 1934 schließlich eskalierte die Spannung zwischen den beiden Parteien:
Schuster wurde durch Döll am Zutritt zur Kirche gehindert, während Pfarrer Schmitz innerhalb der Kirche versuchte, mit dem Gottesdienst zu beginnen. Nach kurzer Zeit verließ die Bekennende Gemeinde einstimmig die Kirche und hielt auf dem Vorplatz einen kurzen Gottesdienst; man verabredete sich für den Abend zum Hauptgottesdienst, der aber mangels gewährtem polizeilichen Schutz nie stattfand. Das Konsistorium berief daraufhin Pfarrer Schmitz aus Alstaden ab; man ermutigte Döll jedoch, Kirchmeister zu bleiben und auf seiner Position zu verharren, auch nachdem das Presbyterium aufgelöst wurde. Kurzfristig drohte die Gemeinde Alstaden mit dem Austritt aus der Rheinischen Landeskirche, bevor Döll nachgab und sein Amt als Kirchmeister aufgab. 1936 ging Pfarrer Schuster in den Ruhestand.
Die nächsten Jahre währte der Konflikt zwischen Deutschen Christen und Bekennender Kirche fort. Neben dem durch das Konsistorium eingesetzten Gemeindekirchenausschuss, der fortan die Kontrolle in Alstaden nach dem Willen der Deutschen Christen übernahm, existierte ein „illegales“ Presbyterium, das die Bekennende Gemeinde Alstadens als „Gemeinde in der Gemeinde“ führte und einen eigenen Pastor nach Alstaden berief.
Pastor Richard Sauerbier kam 1936 in die Gemeinde und wurde Nachfolger Pfarrer Schusters als Anführer der Bekennenden Gemeinde. Beide Gruppen, Bekennende Gemeinde (unter Sauerbier und dem Presbyterium) und Deutsche Christen (unter Pastor Schmitz und dem Gemeindekirchenausschuss) hielten Gottesdienste, Konfirmationsunterricht und Veranstaltungen. Obwohl der Gemeindekirchenausschuss nominell das einzig legitime Gremium in Alstaden war, vermochte das Presbyterium, die Einsetzung von Friedrich Schmitz als Pfarrer zu verhindern. Die Bekennende Kirche entsandte 1939 Pastor Pfotenhauer als Hilfsprediger nach Alstaden, der aber bereits im Mai 1940 zum Wehrdienst eingezogen wurde. Auch Pastor Schmitz wurde einen Monat später zum Dienst an der Front berufen. Daraufhin versuchte das Konsistorium im Juli 1940 am Presbyterium vorbei, einen Pfarrer in Alstaden einzusetzen. Pfarrer Kneist war Deutscher Christ und lud zu seiner Probepredigt die Bekennende Gemeinde nicht ein: nur 17 Besucher erschienen. Das Presbyterium erklärte ihm, dass er in Alstaden nicht erwünscht sei. Nach einigen weiteren Predigtversuchen reiste Kneist im Januar 1941 resigniert ab. Das Konsistorium sah daraufhin als letzte Möglichkeit, um wenigstens für Ordnung in der Gemeinde Alstaden zu sorgen, die Legalisierung Pastor Sauerbiers. Im April 1942 wurde daher Richard Sauerbier offiziell als Pfarrer von Alstaden eingesetzt.
Während des Ruhrkessels am 1. April 1945 wurde Sauerbier durch eine Artilleriegranate schwer verletzt und verstarb acht Tage später im Concordiastollen. Am 11. April wurde er unter großer Anteilnahme der Gemeinde auf dem Friedhof Alstaden beerdigt, nur zwei Stunden, bevor die Amerikaner Alstaden befreiten.

### Jüngere Geschichte
Im Zweiten Weltkrieg waren weite Teile der Kirche zerstört worden. Im Mai und Juni 1945 wurde der Schutt aus dem Gebäude geräumt und die Kirche erhielt wieder ein Dach. 1946 mietete die Gemeinde Gebäude der Zeche Alstaden an, in denen der Kindergarten Rolandshof eingerichtet wurde. Neue Chorfenster wurden 1950 eingesetzt. Ein Jahr später wurde das Evangelische Jugendheim Alstaden eingeweiht, 1956 stellte man das neue Gemeindehaus fertig. 1961 wurde auf Drängen der Landeskirche das neue Pfarrhaus Ost errichtet.
Im Jahr 1967 wurde die Kirche Alstaden im Zuge einer Innenrenovierung zu einer Predigtkirche, seitdem steht der Altar an der Längsseite.
Ein Jahr später erfolgte der Neubau des Pfarrhauses West, ebenfalls auf Drängen der Landeskirche.
1974 entstand neben den bisherigen Pfarrbezirken West und Ost mit der Einführung des Pfarrers Purba der Bezirk Mitte.
Der Kindergarten Rolandshof wurde 1976 aufgegeben und die Gemeinde errichtete einen Neubau am Stubbenbaum, der aufgrund der Partnerschaft mit der Gemeinde von Mbwashi in Tansania den Namen Karibu Sana (Suaheli für Herzlich Willkommen) erhielt.
2001 verließ Pfarrer Schrooten die Gemeinde, seine Stelle wurde nicht mehr besetzt. Daher wurde der Bezirk Mitte aufgelöst und sein Gebiet wieder den Bezirken West und Ost zugeordnet.
Am 1. Juli 2007 schloss sich die Ev. Kirchengemeinde Alstaden mit der Paulus-Kirchengemeinde in Lirich und der Ev. Kirchengemeinde Buschhausen zur Ev. Emmaus-Kirchengemeinde Oberhausen zusammen.
Der Bereich Alstaden hat etwa 5000 Mitglieder und ist aufgeteilt in zwei Pfarrbezirke mit je einem Pfarrer. Der Norden Alstadens ab der Alstadener Straße gehört allerdings bereits zum Gemeindebereich Lirich.

## Architektur

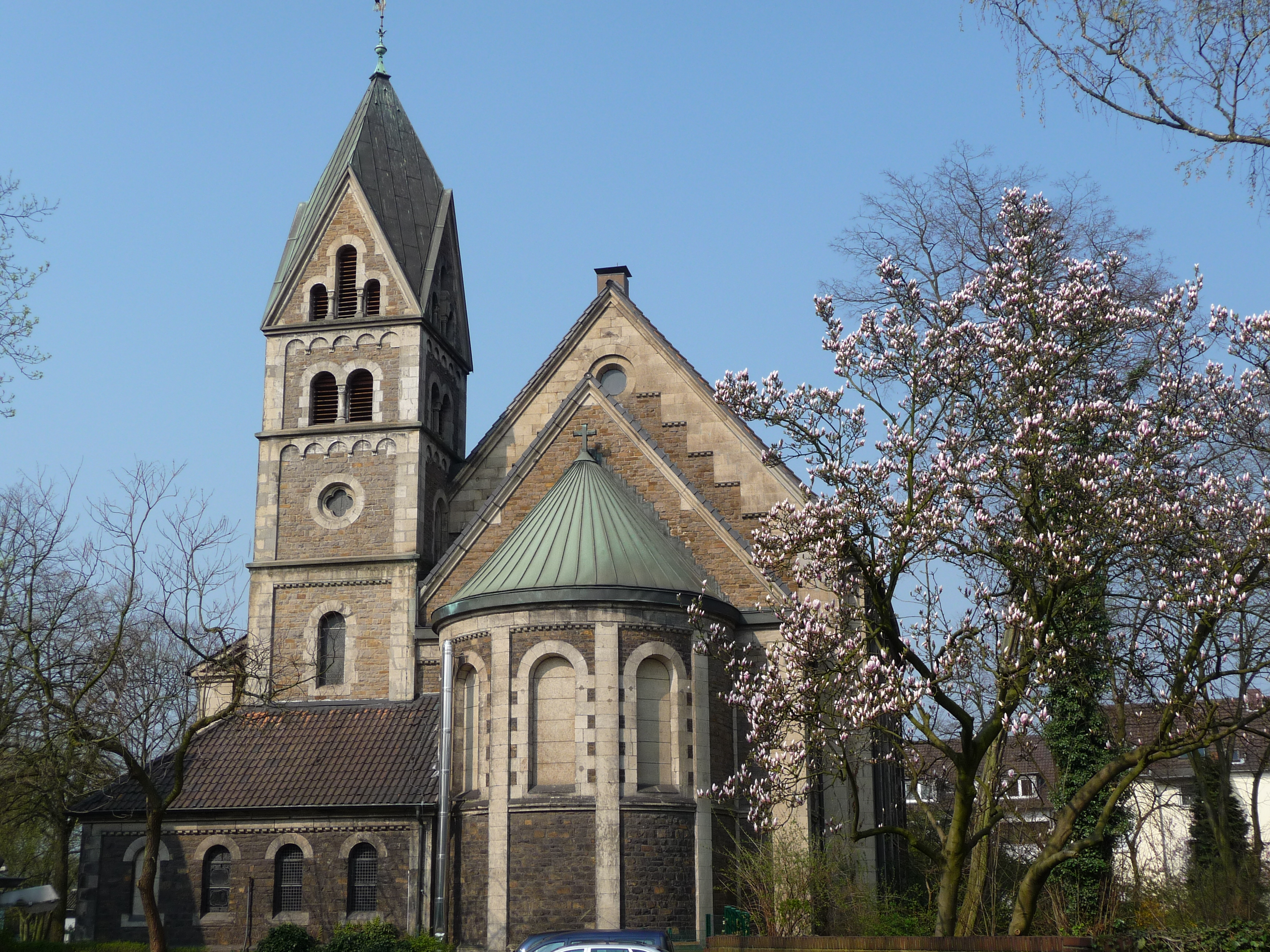
Ostansicht mit Turm und zugemauerten Chorfenstern

Die Evangelische Kirche Alstaden wurde vom Düsseldorfer Architekten Hermann vom Endt gebaut. Die asymmetrische Pseudobasilika besteht aus einem breiten Hauptschiff und einem von einer Empore ausgefüllten niedrigeren Seitenschiff. Den Arkadenpfeilern zum Seitenschiff entsprechen an der Außenwand des Hauptschiffs Pilaster. Der Raum unter der Empore lässt sich bei Bedarf vom Kirchenraum abtrennen, um als Gemeindesaal, beispielsweise Unterrichtsraum genutzt zu werden.
Südlich der mittig an das Hauptschiff anschließenden Apsis hat sie einen Sakristeianbau, aus dem sich der viergeschossige Glockenturm erhebt, gleichsam als Chorflankenturm, mit romanischer Wandgliederung und einem für die Neuromanik typischen Rhombenhelm
Außer diesem von Anfang an so geplanten Glockenturm war ein noch höherer Turm vor dem Westgiebel vorgesehen. Aus Kostengründen wurde stattdessen ein Fachwerkanbau für die Orgelempore und den damaligen Haupteingang vor den Westgiebel gesetzt. Dieser wurde aber schnell baufällig und wurde entfernt, dabei der Haupteingang an das Westende der Südfassade verlegt.
Außen liegt der Dachfirst mittig über dem Hauptschiff, und über der Arkade gibt es einen Knick zum geringer geneigten Seitenschiffsdach.
An der südlichen Längsseite sind Drillingsfenster „zweizonig“, d. h. in zwei Etagen angeordnet, um die Bereiche über und unter der Empore gleichermaßen gut zu belichten. An der nördlichen Längsseite gibt es in jedem Joch nur ein einziges, hohes, Fenster.

### Entwicklung
1950 schuf Egbert Lammers neue Glasbilder als Ersatz für die im Krieg zerstörten alten Chorfenster.
Im Inneren war die Gestaltung der Kirche lange Zeit problematisch. Von den vorderen Bänken im Seitenschiff oder auf der Empore war der Chorraum nicht einsehbar. Man beschloss 1967, das Innere zu drehen. Nach einem Entwurf des Architekten Heinrich Otto Vogel (Trier) kam der Altar nun an die nördliche Längswand, die Bänke wurden gedreht und die Orgel in die Apsis verlagert. Der Raum unter der Empore wurde abgetrennt und zur Werktagskapelle umgebaut. Der Fachwerkvorbau an der Westseite wurde abgerissen.
Des Weiteren erhielt das Innere eine rustikale Verklinkerung mit hohen Rundbogenblenden und qualitätvolle moderne Prinzipalien. Die Chorfenster von Egbert Lammers fanden nun hoch oben in der Westwand Platz, die alten Chorfenster wurden stattdessen zugemauert. Der Eingang zur Kirche befindet sich seitdem an der Südseite.